# مورتون، یورک
مورتون (به انگلیسی: Murton) یک روستا و محله مدنی در بریتانیا است که در شهر یورک واقع شده‌است. مورتون ۶۶۸ نفر جمعیت دارد.